# Мартоян, Армен Гамлетович
Арме́н Га́млетович Мартоя́н (арм. Արմեն Համլետի Մարդոյան; род. 18 сентября 1967, Ланджик, Анийский район, Армянская ССР, СССР) — советский, армянский, украинский, российский военный деятель, предприниматель и политик.

## Биография

### Молодые годы
Армен Гамлетович Мартоян родился 18 сентября 1967 года в селе Ланджик Анийского района Армянской ССР (ныне — Ширакской области Республики Армения).
В 1984 году поступил в Камышинское высшее военное строительное командное училище, которое окончил в 1988 году, получив профессию «инженер по строительству и эксплуатации зданий и сооружений».
В 1988—1990 годах служил в Советской армии на офицерских должностях, а в 1991—1999 годах — в министерстве внутренних дел Республики Армения. В 1999—2005 годах являлся начальником службы безопасности филиала банка «Converse Bank» в Ванадзоре, а с 2005 года по 2014 год был директором ресторана «Фортуна» в Симферополе. В качестве предпринимателя, зарегистрированного в Белогорском районе, также занимался ремонтом обуви и торговлей.

### Участие в событиях на Украине
В 2014 году Мартоян стал одним из наиболее известных представителей армянской общины Крыма, принявших участие в деятельности так называемого «народного ополчения» и сыгравших значительную роль в аннексии полуострова Россией, тогда как руководство «Крымского армянского общества» открыто выступило в поддержку референдума. 23 февраля 2014 года около здания Верховного совета Автономной Республики Крым в составе сепаратистов под командованием Михаила Шеремета были сформированы десять рот, вступившие в столкновения с крымскими татарами — сторонниками Меджлиса крымскотатарского народа, выступившими против проведения референдума. Мартоян стал командиром 4-й роты 1-го сводного полка сепаратистов. Видел себя защитником Крыма от «фашистской чумы», не позволившим «неофашистам топтать сапогом крымскую землю».
27 февраля 2014 года, по поручению Сергея Аксёнова, рота под командованием Мартояна вместе со спецназом морской пехоты Черноморского флота России, т. н. «вежливыми людьми», вооружённая коктейлями Молотова и сапёрными лопатками, захватила штурмом международный аэропорт «Симферополь» и вытеснила оттуда украинских военнослужащих.
Вышел Сергей Валерьевич – надо взять аэропорт. Я говорю, хорошо, не вопрос. Есть средства? Из средств только черенки. Подходим к кованому забору, начинаем ломать забор. Поставили бочки – уже готовы были поджечь. Подожгли факелы и я позвонил Аксенову: говорю, Валерьевич, я на взлетной полосе и готов поджечь. Он говорит: жди, Самвел, команды. Буквально через секунд 30 подает команду: Самвел, мы свое дело сделали, короче. Киеву доложено, что взлетная полоса захвачена.Армен Мартоян в фильме «Крым. Путь на Родину».
Причисление Мартояном себе всех заслуг по взятию аэропорта критиковалось другими сепаратистами, в том числе Владимиром Мерцаловым, который отмечал, что именно он командовал 4-й ротой. Тем не менее именно после этого Мартоян стал известен под прозвищем «Спецагент Кремля» и позывным «Самвел», выбранным по имени, данному дедом при крещении. Ещё большую медийную огласку он получил в связи с открытым насилием и применением рукоприкладства в отношении народного депутата Украины Олега Ляшко, одесского депутата Алексея Гончаренко, киевского бизнесмена Геннадия Балашова, журналиста Османа Пашаева. Также «Самвел» обвинялся украинскими журналистами в причастности к допросам и избиениям крымскотатарского активиста Решата Аметова, который был найден мёртвым у трассы в Белогорском районе; примечательно, что именно там зарегистрирован бизнес Мартояна.
Помимо этого, Мартоян задерживал членов «Правого сектора» с «проамериканской литературой», на камеру оскорблял сепаратистов, протестовавших по причине невыплаты зарплаты, участвовал в войне в Донбассе и был награждён грамотой за вклад в обеспечение государственной безопасности самопровозглашенной Донецкой народной республики, угрожал физической расправой журналистке агентства «РИА Новости», в своём видеоблоге выражал личный протест премьер-министру Армении Николу Пашиняну в связи с его «антироссийскими» действиями. В 2015 году, после уничтожения турецкими ВВС российского самолёта в Сирии, на митинге в Симферополе, где сожгли чучело Реджепа Тайипа Эрдогана, выступил с угрозами в адрес руководства Турции:
Слов нет. Задеты наши чувства, наше достоинство, мы должны ответить тем же самым оружием, с которым они пришли в наш дом. Я призываю всех крымчан сплотиться против этой нечисти, против этого государства, которое якобы ведет борьбу против ИГИЛа, а на самом деле это пособничество ИГИЛу, они сами переодетые ИГИЛовцы.

### Последующая жизнь и политическая карьера
В 2014—2015 годах занимал пост заместителя генерального директора по автотранспорту и авиации, а в 2015 году стал советником аппарата при руководстве аппарата управления Государственного унитарного предприятия Республики Крым «Черноморнефтегаз», национализированного после аннексии Крыма. В 2017 году окончил Крымский федеральный университет имени В. И. Вернадского по специальности «агроинженерия», а в 2018 году там же получил специальность «государственное и муниципальное управление».
В 2015—2019 годах был председателем Крымской региональной общественной организации «Местная национально-культурная автономия армян городского округа Симферополь». С 2017 года является председателем КРОО «Союз ветеранов сводного полка Народного ополчения Республики Крым». Носит форму с погонами генерал-майора.
3 июня 2014 года Мартоян был избран членом политсовета Крымского регионального отделения партии «Единая Россия». 7 июля он был выдвинут кандидатом на выборах в Государственный совет Республики Крым первого созыва, а 12 июля официально зарегистрирован, причём было заявлено об отсутствии у Мартояна судимости. Вскоре, по нераскрытым общественности причинам, руководство регионального отделения партии исключило Мартояна из списков, в связи с чем он выбыл из участия в выборах после регистрации.

Спустя пять лет Мартоян решил снова попытать счастья в избирательной кампании. 5 июля 2019 года он был зарегистрирован на выборах в Госсовет Крыма второго созыва. Тем не менее уже 29 июля Избирательная комиссия Республики Крым обратилась в Верховный суд Республики Крым с административным иском об отмене регистрации Мартояна в связи с вскрывшимся фактом его судимости на территории Армении. Как следовало из письма и соответствующей справки, запрошенной избиркомом от Информационного центра министерства внутренних дел по Республике Крым от 24 июля 2019 года, некий Мартоян Армен Гамлетович был 5 июня 2000 года осуждён народным судом Лорийского района Республики Армения за нанесение телесных повреждений и вымогательство по ряду статей уголовного кодекса Армении к 10 годам лишения свободы, причём отмечалось отсутствие «числа и месяца рождения лица» и сведений о месте отбытия им наказания. 2 августа того же года Верховный суд отказал избиркому в удовлетворении жалобы на том основании, что документы Информцентра МВД, в которых «не в полной мере указаны дата рождения соответствующего лица, не являются достоверными сведениями, подтверждающими наличие судимости».

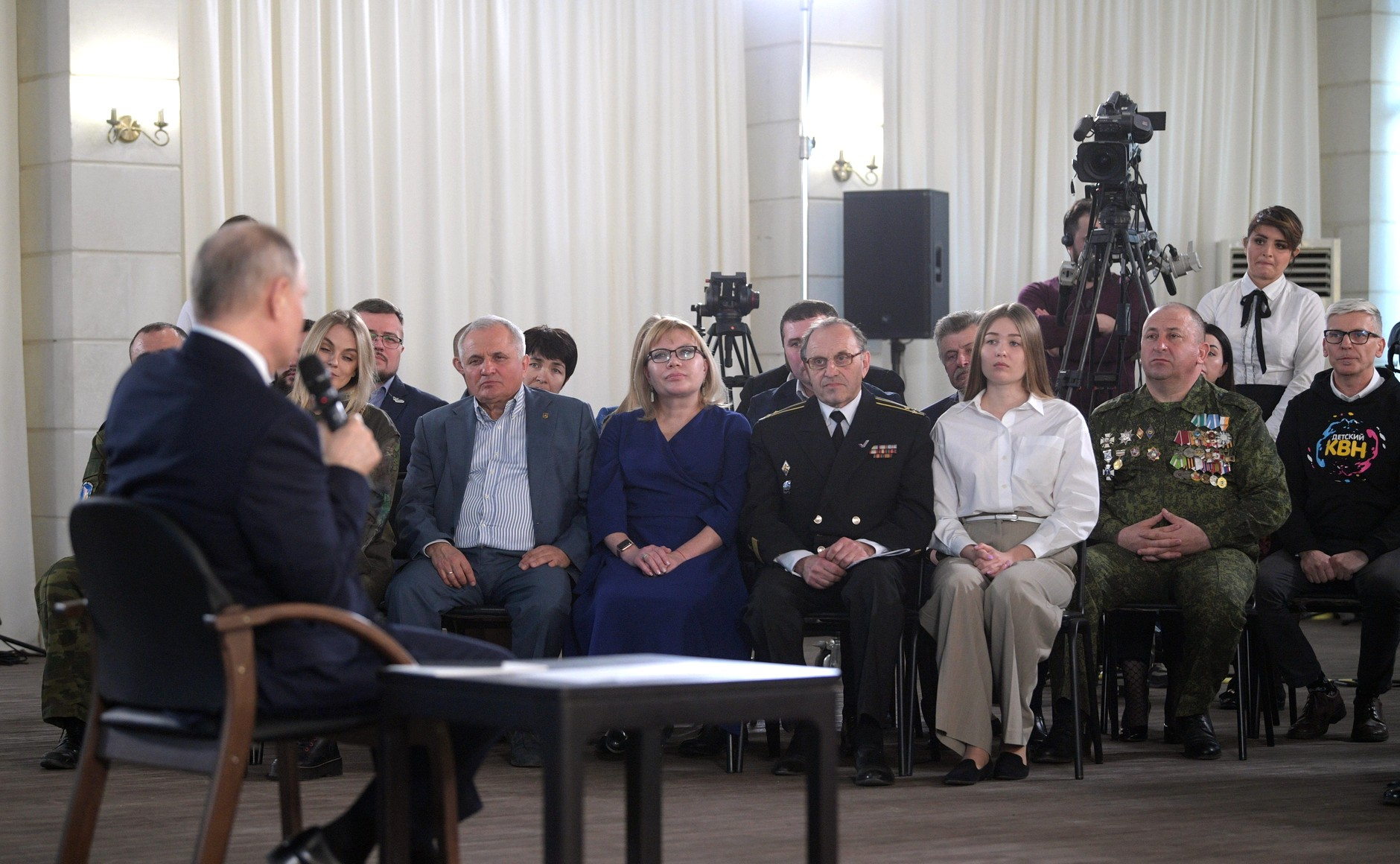
Встреча с Путиным, 18 марта 2020 года. Мартоян — второй справа

8 сентября 2019 года Мартоян был избран депутатом Госсовета. 1 октября того же года на первой сессии Госсовета стал членом комитета по имущественным и земельным отношениям, комитета по строительству, транспорту и топливно-энергетическому комплексу, комитета по туризму, курортам и спорту. Активно совершает рабочие поездки и ведёт приём граждан, а в 2020 году во время пандемии коронавируса раздавал крымчанам продуктовые наборы со средствами индивидуальной защиты. Источники средств на которые они были не куплены не раскрывались..
В марте 2020 года принял участие во встрече с президентом России Владимиром Путиным в Севастополе, где пообещал, что сам лично и всё «15‑тысячное войско народного ополчения Республики Крым» с семьями и родственниками проголосует за поправки в конституцию.

### Уголовные дела: Украина, Азербайджан
3 октября 2017 года главное управление национальной полиции Украины в Автономной Республике Крым и городе Севастополь в связи с подозрением Мартояна в нанесении телесных повреждений и похищении граждан Украины объявило его в международный розыск по линии Интерпола с целью экстрадиции на территорию Украины. 11 июня 2018 года прокуратура Автономной Республики Крым предъявила ему обвинения в похищении и удерживании активистов «Евромайдана» Андрея Щекуна и Анатолия Ковальского 9 марта 2014 года на железнодорожном вокзале Симферополя, помимо подозрений в причинении телесных повреждений депутату Гончаренко, в похищении и пытках Балашова, в похищении Пашаева, в создании и руководстве незаконным вооруженным формированием «Самооборона Крыма», в общей сложности — 6 преступлений по различным статьям уголовного кодекса Украины, по которым предусматривается до 15 лет лишения свободы. Впоследствии Мартоян был снят с розыска в результате усилий российских органов.
В ноябре 2020 года генеральная прокуратура Азербайджана возбудила дело в отношении Мартояна по статьям 10.2 («ведение агрессивной войны»), 120.2.1 («умышленное убийство, совершенное преступной организацией или сообществом»), 318.2 («незаконное пересечение государственной границы Азербайджанской Республики») Уголовного кодекса Азербайджанской Республики, обвинив его в незаконном пересечении государственной границы Азербайджана в октябре 2020 года через территорию Армении, обсуждении боевых операций в Степанакерте с руководством непризнанной Нагорно-Карабахской Республики, а также в участии в конфликте на стороне армян в качестве наемника. В прокуратуре заявили о подготовке обращений в международные инстанции и соответствующие российские органы для привлечения его к ответственности. Сам Мартоян неоднократно заявлял, что ездил в Карабах через Грузию с целью доставки гуманитарной помощи армянским беженцам, а возбуждённое против него дело охарактеризовал как преследование по политическим мотивам. При этом, Мартоян рассказывал, что бывал на передовой и поставлял военную экипировку, а также встречался с президентом НКР Араиком Арутюняном. Также Мартоян заявлял, что Карабах нужно присоединить к России по примеру крымского референдума, а Армению интегрировать в союзное государство.

## Личная жизнь
Женат. Трое детей — сын и две дочери. Есть внуки. Младший брат — Манвел (род. в 1969 г.), также причастен к аннексии Крыма, кавалер медали «За мужество и доблесть», обвинялся Пашаевым в причастности к своему похищению.

## Награды
- Орден Мужества (н/д)[20][59][81][82], орден Дружбы (2014 год), медаль «За возвращение Крыма» (2014 год)[1].
- Орден «За верность долгу» (2019 год)[80], медаль «За защиту Крыма» (2014 год), медаль «За мужество и доблесть» (2015 год), медаль «За защиту Республики Крым» (2015 год)[1].
- Благодарственное письмо администрации Симферополя (2016 год)[83].
- Орден «Серебряный крест» от Союза армян России (2019 год)[84][85], орден «За воинскую доблесть» II степени от Санкт-Петербургского морского собрания (2015 год)[1], медаль «100 лет органам государственной безопасности» от общероссийской общественной организации «Во славу Отечества» (2017 год)[86], медали «100 лет вооружённых сил России» и «За заслуги» от Всероссийской общественной организации героев, кавалеров государственных наград и лауреатов государственных премий «Трудовая Доблесть России» (2018 год)[87], и прочие[10][20].
- Армянские награды[20], в том числе медаль «Драстамат Канаян» от министерства обороны Армении (2016 год)[1].